# NGC 6031
NGC 6031 is een open sterrenhoop in het sterrenbeeld Winkelhaak. Het hemelobject werd op 28 juli 1826 ontdekt door de Schotse astronoom James Dunlop.

## Synoniemen
- OCL 951
- ESO 178-SC9